# Городокский сахарный завод
Городокский сахарный завод — предприятие пищевой промышленности в городе Городок Городокского района Хмельницкой области Украины.

## История

### 1839—1917
В 1837 году прусский промышленник барон Гейсмар принял решение о строительстве в местечке Городок Каменец-Подольского уезда Подольской губернии Российской империи сахарного завода, который был построен на западной окраине селения и начал работу в 1839 году. На заводе работали крепостные крестьяне, условия труда были тяжёлыми. Нередкими были несчастные случаи, в результате которых рабочие погибали и получали травмы (только в результате одной крупной аварии в 1846 году погибли 7 и были ранены ещё 17 рабочих).
После отмены крепостного права в 1861 году предприятие было расширено, объёмы производства сахара увеличились (если в 1860-е годы завод производил 16 тыс. пудов сахара в год, то в 1882 году — 82 тыс. пудов). В то же время, уровень оплаты труда оставался низким и вызывал недовольство местных жителей. В 1894 году крестьяне Городка потребовали увеличить оплату труда работников, занимавшихся выращиванием и сбором сахарной свеклы на фабричной плантации, а затем перекопали грунтовую дорогу, которая вела от фольварка к сахарному заводу.
В 1902 году среднемесячный заработок на сахарном заводе составлял 10 рублей.
В ходе первой русской революции весной 1905 года в Городке имели место выступления крестьян, которые воспрепятствовали проведению сева сахарной свеклы, прогнали работников экономии и потребовали изменения оплаты труда. По просьбе заводовладельца, в село была направлена сотня казаков.
После расстрела рабочих на Ленских приисках в апреле 1912 года в Городке имели место митинги и волнения населения, в которых принимали участие рабочие сахарного и чугунолитейного заводов.
После начала первой мировой войны Городок оказался в прифронтовой зоне и положение предприятия осложнилось.

### 1918—1991
В январе 1918 года в Городке была провозглашена Советская власть, но уже в конце февраля 1918 года местечко оккупировали австрийско-немецкие войска (которые оставались здесь до ноября 1918 года), в дальнейшем до ноября 1920 года селение оставалось в зоне боевых действий гражданской войны.
В 1922 году возобновила работу местная электростанция, в дальнейшем был запущен сахарный завод (получивший новое наименование — сахарный завод имени Чичерина). В октябре 1924 года численность работников завода составляла 405 человек, а годовой объём производства составил 180 тыс. пудов сахара-песка (при себестоимости производства 4 рубля 08 копеек за пуд).
В следующие годы были предприняты меры по повышению эффективности производства, и уже в 1926 году себестоимость сахара была снижена до 3 рубля 04 копеек за пуд.
В ходе индустриализации 1930х годов оборудование предприятия было обновлено, для обучения и повышения квалификации рабочих в середине 1930х годов при сахарном заводе была открыта фабрично-заводская школа.
В ходе Великой Отечественной войны с 8 июля 1941 до 25 марта 1944 года Городок был оккупирован немецкими войсками. Немцы разграбили завод (они демонтировали и вывезли газогенераторную установку, электрогенераторы, электромоторы, поршневые насосы, металлорежущие станки и др.).
В апреле 1944 года началось восстановление завода и в сентябре 1944 года он возобновил работу и до 7 ноября 1944 произвёл 3,5 тонны сахара. В 1949 году в Городке началось строительство второго сахарного завода, который был введен в эксплуатацию в феврале 1952 года.
В 1957 году оба сахарных завода в Городке объединили в Городокский сахарный комбинат. В дальнейшем, было проведено техническое перевооружение комбината с установкой более современного оборудования.
В 1966 году за досрочное выполнение семилетнего плана комбинат был награждён переходящим Красным знаменем Совета министров УССР и республиканского комитета ВЦСПС, а 11 работников были награждены орденами и медалями. Рабочий завода Ф. Г. Радецкий (в 1964—1967 гг. сделавший 24 рационализаторских предложения и разработавший устройство для механической очистки поверхностей) был награждён орденом Ленина, а его изобретение было внедрено на других сахарных заводах страны.
В 1970 году численность работников комбината превышала 2 тысячи человек.
В 1990 году комбинат перерабатывал 5,25 тысяч тонн свеклы в сутки. В этом году он произвёл 115,8 тыс. тонн сахара.
В целом, в советское время сахарный комбинат входил в число ведущих предприятий города, на его балансе находились заводской Дом культуры, жилые дома и другие объекты социальной инфраструктуры.

### После 1991
После провозглашения независимости Украины обеспечивавший предприятие сахарной свеклой колхоз был расформирован, и сахарный комбинат был переименован в Городокский сахарный завод.
Экономический кризис 1990-х годов и сокращение объёмов выращивания свеклы в районах области ухудшили положение предприятия. В мае 1995 года Кабинет министров Украины утвердил решение о приватизации сахарного завода. В дальнейшем государственное предприятие было преобразовано в открытое акционерное общество. В декабре 1996 года Городокский сахарный завод № 1 (построенный в XIX веке) прекратил функционирование и был разобран на металлолом, а Городокский завод № 2 (построенный в середине XX века) начал работать на половину производственных мощностей.
В июне 1999 года Кабинет министров Украины передал завод в коммунальную собственность Хмельницкой области.
В июле 2003 года хозяйственный суд Хмельницкой области возбудил дело о банкротстве завода. В дальнейшем, завод был реорганизован в частное предприятие. В 2008 году завод остановил производство.
В 2011 году новые владельцы завода из фирмы «Луга-Нова» начали агитировать фермеров увеличить посевы свеклы, пообещав, что завод возобновит производство, однако завод запущен не был и фермеры понесли убытки.
15 января 2013 года хозяйственный суд Хмельницкой области признал завод банкротом и начал процедуру ликвидации предприятия.
29 декабря 2017 года местные жители взяли закрытый завод под круглосуточную охрану, чтобы не допустить демонтажа оборудования на металлолом.
В сентябре 2018 года были задержаны три местных жителя, укравших на Городокском сахарном заводе детали заводского оборудования для сдачи в металлолом.